# Regionalflughafen Lake Charles

i7
i11
i13
Der Lake Charles Regional Airport (IATA-Code: LCH, ICAO-Code: KLCH) ist ein öffentlicher Flughafen auf 5 m Seehöhe 9 km südlich von Lake Charles, Louisiana, in den Vereinigten Staaten. Die Fläche des Flughafens beträgt 391 ha. Er hat eine Asphaltpiste mit je 1585 m und 30 m Breite, und eine Betonpiste mit 1981 m und 46 m Breite.

## Geschichte
Beginnend in den späten 1940er Jahren flog Eastern Air Lines mit Martin 4-0-4 und Convair 340 Twin Prop "Silver Falcon"-Flugzeugen von Lake Charles nach Houston über Beaumont/Port Arthur – Lake Charles – Lafayette – Baton Rouge – New Orleans – Mobile – Pensacola – Montgomery – Birmingham – Atlanta. Eastern stellte Mitte der 1960er Jahre alle Flüge nach Lake Charles ein, als sie seinen Convair 440-Propliner-Dienst einstellte. Trans-Texas Airways (TTa) begann Mitte der 1950er Jahre, Lake Charles mit Douglas DC-3-Flugzeugen zu bedienen, die eine Route von Lafayette – Lake Charles – Shreveport – Longview, (Texas) – Tyler (Texas) – Dallas Love Field – Fort Worth flogen.
Bis 1959 hatte TTa seinen DC-3-Dienst mit Direktflügen nach Houston über Beaumont/Port Arthur und auch direkt nach Jackson (Mississippi) über Alexandria (Louisiana) und Natchez (Mississippi). Trans-Texas führte dann 1961 Flüge mit Convair 240 nonstop nach Houston und Monroe, (Louisiana) sowie direkt nach Dallas, New Orleans, Little Rock, Memphis, San Antonio und anderen Zielen durch. Mitte der 1960er Jahre bediente Trans-Texas den Flughafen mit Convair 600-Turboprop-Flügen hauptsächlich nach Houston, New Orleans und Baton Rouge. Trans-Texas Airways änderte daraufhin seinen Namen in Texas International Airlines (TI) und führte den Douglas DC-9-10 Jetliner-Service von Lake Charles nach Houston und New Orleans mit Direktverbindung nach Dallas/Ft. Worth. Zusammen bedienten TTa und TI Lake Charles über 25 Jahre lang mit so unterschiedlichen Flugzeugen wie Douglas DC-3 bis Douglas DC-9. Laut dem Official Airline Guide (OAG) führte Texas International im April 1975 zehn Flüge pro Tag mit diesen Diensten zum Flughafen durch, einschließlich des Nonstop-Jet-Service DC-9 vom Houston George Bush Intercontinental Airport, New Orleans, Shreveport, Lafayette (Louisiana) und Beaumont (Texas), sowie direkte DC-9-Jetflüge ohne Umsteigen von Mexico City, Dallas/Fort Worth, Austin, Abilene und San Angelo.
Nach der Fusion von Texas International Airlines mit Continental Airlines erbrachte Royale Airlines Dienste für Continental über eine Code-Sharing-Vereinbarung zum und vom Houston George Bush Intercontinental Airport (IAH) unter Verwendung von Grumman Gulfstream I-Propjets sowie Embraer EMB-110 Bandeirante-Turboprops. Dieser Passagier-Zubringerdienst für Continental von und nach Houston wurde anschließend von Continental Express übernommen, die ATR-42 und Embraer EMB-120 Brasilia Turboprops betrieb.
In späteren Jahren flog Colgan Air, das als Continental Connection und später als United Express operierte, Saab 340-Turboprop-Dienste nonstop nach Houston im Auftrag von Continental und dann von United Airlines nach der Fusion von Continental und United. American Eagle nahm dann einige Jahre später den Dienst nach Lake Charles mit Nonstop-Flügen nach DFW wieder auf. Metro Airlines bediente Lake Charles auch mit Short 360 zum Houston George Bush Intercontinental Airport (IAH), der unabhängig betrieben wurde, und auch den Eastern Express-Service zum IAH mit – de Havilland Canada DHC-6 Twin Otter über eine Code-Sharing-Vereinbarung mit Eastern Air Lines Mitte der 1980er Jahre. Anfang 1987 betrieb Rio Airways im Auftrag von TranStar Airlines (ehemals Muse Air) den Code-Sharing-Service "TranStar SkyLink" mit Beechcraft 1900C mit sieben Nonstop-Flügen an jedem Wochentag zum Houston Hobby Airport (HOU) sowie sieben Direktflügen. Stoppflüge werden auch jeden Wochentag nach New Orleans (MSY) über Lafayette mit Verbindungen zum TranStar-Jet-Service durchgeführt, der in HOU und MSY verfügbar ist.
Seit 2009 führt American Eagle Nonstop-Flüge nach Dallas-Fort Worth durch. United Express bietet heute als zweite wichtige Fluggesellschaft für den Flughafen Flüge nach Houston an.

## Flugbetrieb
Im Jahre 2017 wurden 140.000 Passagiere befördert.
Im Jahre 2022 haben 28.319 Flugbewegungen stattgefunden, davon 7.695 lokale Bewegungen, 8.834 Zwischenlandungen, 10.991 Air-Taxi-Flüge, 851 militärische Flüge und 48 Frachtflüge. 46 einmotorige und 10 zweimotorige Turboprop-Flugzeuge, 3 Jetflugzeuge und 41 Helikopter waren 2022 hier stationiert.